# Memorial - We the People Bop
Memorial - We the People Bop è una raccolta del sassofonista statunitense Serge Chaloff pubblicata nel 1992 dall'etichetta discografica Cool & Blue Records.

## Tracce
1. Blue Serge – 2:59 (Serge Chaloff, Ralph Burns) – Registrato il 21 settembre 1946 a Hollywood, California
2. Blue Serge (2nd) – 6:01 (Serge Chaloff, Ralph Burns) – Registrato il 21 settembre 1946 a Hollywood, California
3. Curbstone Scuffle – 3:01 (Shorty Rogers) – Registrato il 21 settembre 1946 a Hollywood, California
4. Nocturne – 3:05 (Ralph Burns, Sonny Berman) – Registrato il 21 settembre 1946 a Hollywood, California
5. Woodchopper's Holiday – 2:53 (Sonny Berman) – Registrato il 21 settembre 1946 a Hollywood, California
6. All God's Children Got Rhythm – 2:46 (Walter Jurmann, Gus Kahn, Bronislaw Kaper) – Registrato il 29 gennaio 1947 a New York
7. Elevation – 2:53 (Gerry Mulligan, Elliot Lawrence) – Registrato il 29 gennaio 1947 a New York
8. Fine and Dandy – 2:40 (Paul James, Kay Swift) – Registrato il 29 gennaio 1947 a New York
9. The Goof and I – 2:59 (Al Cohn) – Registrato il 29 gennaio 1947 a New York
10. Pumpernickel – 2:28 (Serge Chaloff) – Registrato il 5 marzo 1947 a Hackensack, New Jersey
11. Gabardine and Serge – 2:30 (Tiny Kahn) – Registrato il 5 marzo 1947 a Hackensack, New Jersey
12. Serge's Urge – 2:31 (Serge Chaloff) – Registrato il 5 marzo 1947 a Hackensack, New Jersey
13. A Bar Second – 2:35 (Serge Chaloff) – Registrato il 5 marzo 1947 a Hackensack, New Jersey
14. We the People Bop – 2:19 (Woody Herman) – Registrato il 20 novembre 1948 dal vivo al Royal Roost di New York
15. Chickasaw – 2:51 (Terry Gibbs, Shorty Rogers) – Registrato il 10 marzo 1949 a New York
16. Bopscotch – 3:19 (Serge Chaloff) – Registrato il 10 marzo 1949 a New York
17. The Most – 2:37 (Al Cohn) – Registrato il 10 marzo 1949 a New York
18. Pat – 2:12 (Ralph Burns) – Registrato il 16 aprile 1949 a Boston, Massachusetts
19. King Edward the Flatted Fifth – 2:51 (Ralph Burns) – Registrato il 16 aprile 1949 a Boston, Massachusetts
20. Move – 5:32 (Denzil Best) – Registrato il 25 dicembre 1949 dal vivo al Carnegie Hall di New York
21. Hot House – 7:50 (Tadd Dameron) – Registrato il 25 dicembre 1949 dal vivo al Carnegie Hall di New York
22. Ornithology (Incomplete) – 3:34 (Charlie Parker, Benny Harris) – Registrato il 25 dicembre 1949 dal vivo al Carnegie Hall di New York

## Musicisti
- Serge Chaloff - sassofono baritono
- Ralph Burns - pianoforte
- Chuck Wayne - chitarra
- Artie Bernstein - contrabbasso
- Don Lamond - batteria
- Sonny Berman - tromba
- Bill Harris - trombone
- Red Rodney - tromba
- Allen Eager - sassofono tenore
- Al Haig - pianoforte
- Chubby Jackson - contrabbasso
- Tiny Kahn - batteria
- Earl Swope - trombone
- George Wallington - pianoforte
- Curley Russell - contrabbasso
- Woody Herman - clarinetto, voce
- Ernie Royal - tromba, voce
- Lou Levy - pianoforte
- Terry Gibbs - vibrafono
- Don Lamond - batteria
- Al Cohn - sassofono tenore
- Barbara Carroll - pianoforte
- Oscar Pettiford - contrabbasso
- Denzil Best - batteria
- Shorty Rogers - arrangiamenti
- Charlie Mariano - sassofono alto
- Gait Preddy - tromba
- Mert Goodspeed - trombone
- Frank Vaccaro - contrabbasso
- Pete DeRosa - batteria
- Sonny Stitt - sassofono tenore
- Miles Davis - tromba
- Benny (Bennie) Green - trombone
- Bud Powell - pianoforte
- Max Roach - batteria